# بینغم-له-اپرک
بینغم-له-اپرک (به فرانسوی: Bayenghem-lès-Éperlecques) یک کمون (فرانسه) در فرانسه است که در پا-دو-کاله واقع شده‌است. بینغم-له-اپرک ۴٫۵۱ کیلومتر مربع مساحت دارد ۵۵ متر بالاتر از سطح دریا واقع شده‌است.